# 이종이식
이종이식(異種移植)은 종이 다른 동물의 간이나 심장, 신장등의 장기를 사람에게 이식하는 것이다. 유전자 구조가 다른 동물의 장기가 사람에게 이식될 경우, 사람의 면역체계가 거부반응을 일으켜 15분 이내에 사망하기 때문에 면역억제제 등의 약물을 이용하지만, 현재로서는 만족스러운 결과가 나오지 않는다.